# Frazer (Pennsylvania)
Frazer  è una township degli Stati Uniti d'America, nella contea di Allegheny nello Stato della Pennsylvania. Secondo il censimento del 2000 la popolazione è di 1.286 abitanti. A Frazer si ritrovano i numerosi negozi che compongono Pittsburgh Mills.

## Società

### Evoluzione demografica
La composizione etnica vede una quasi esclusività della razza bianca ( 99,53%)
| township di Frazer Popolazione |       |
| 2000                           | 1.286 |
| Stima al 01-07-07              | 1.206 |